# Grab des heimkehrenden Ritters

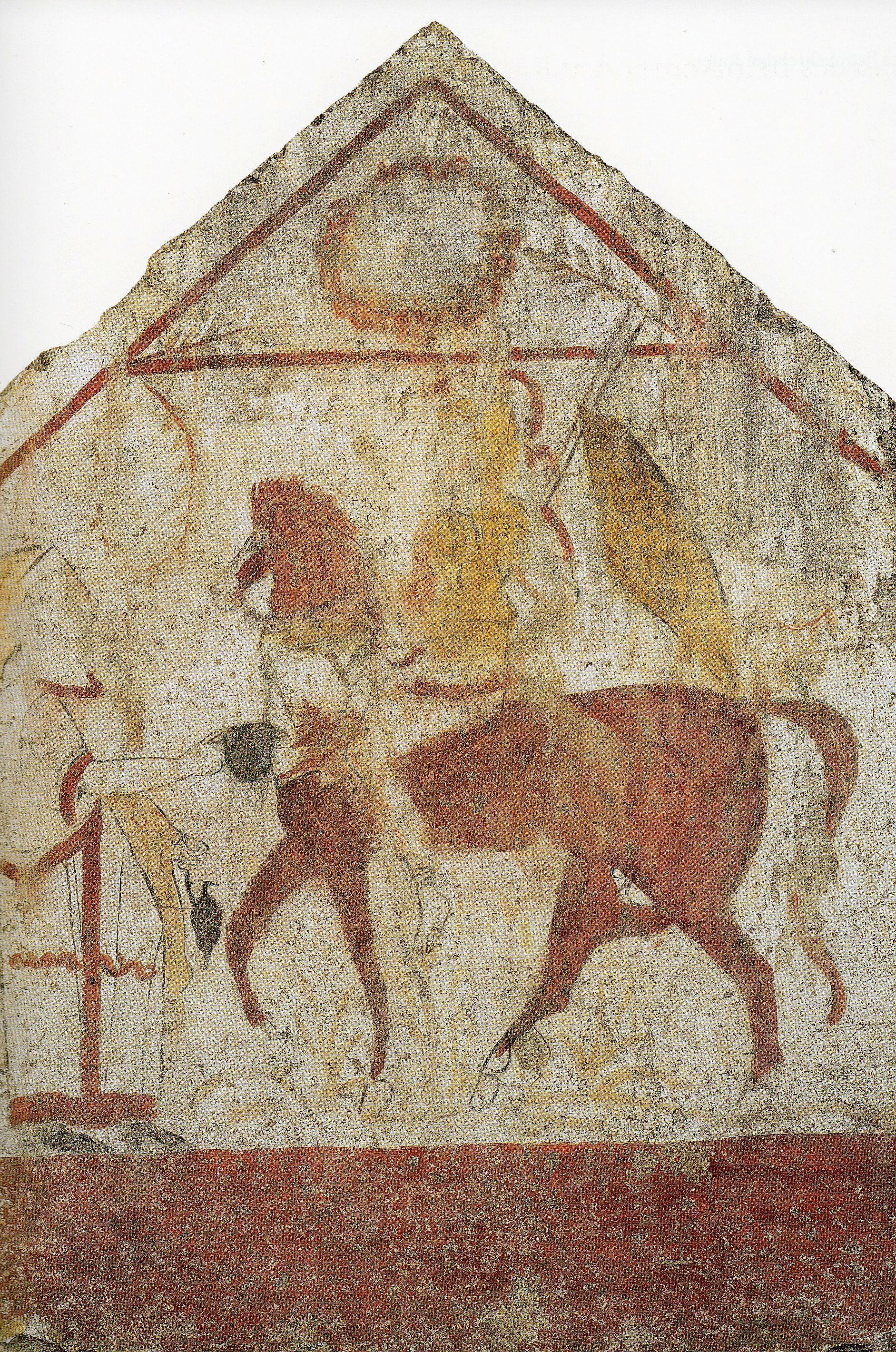
Der heimkehrende Ritter

Das Grab des heimkehrenden Ritters ist ein Männergrab aus der Zeit um 370 v. Chr., das in einer Nekropole bei Paestum gefunden wurde. Seine Überreste werden unter den Inventarnummern 5021 bis 5024 im dortigen Archäologischen Nationalmuseum aufbewahrt.

## Grabplatten
Die vier auf der Innenseite bemalten Wände des Kastengrabes sind erhalten geblieben. Sie bildeten eine Grabkammer in Form eines Hauses mit Giebeldach. Die fünfeckige Platte von der Ostseite, wo einst der Kopf des Bestatteten lag, weist das Motiv des heimkehrenden Ritters auf, nach dem das Grab benannt wurde. Der Mann sitzt barfuß, aber in Helm und Panzer auf einem nach links schreitenden, in rotbrauner Farbe ausgeführten Pferd mit Laterne. Zwei Lanzen, an denen offenbar eine Trophäe aus einem Kampf, ein Schild, hängt, liegen über seiner Schulter. Der Ritter wird von einer Frauengestalt in langem, rotbordiertem Gewand willkommen geheißen, die ihm mit der rechten Hand ein schwarzes Trinkgefäß entgegenhält, während von der linken Hand ein weiteres Gefäß herabhängt. Dieses zweite Gefäß ist im Verhältnis zum ersten sehr klein und stellt daher wahrscheinlich den Krug dar, aus dem der Spendenguss aufs Grab gegossen wurde, so dass in dieser Szene Wiederkehr und Verabschiedung des Verstorbenen vereint dargestellt sind.
Während die Frauengestalt mit ihren schwarzen Schuhen unmittelbar auf dem breiten rotbraunen Feld, das das Gemälde – wie auf den drei anderen Platten auch – nach unten begrenzt, steht, schreitet das Pferd über einen anderen Untergrund, der durch blasse Wellenlinien und Pflanzengebilde angedeutet ist. Die unbekleideten Körperteile der beiden Personen sind durch dunkle Umrisslinien dargestellt und haben dieselbe weiße Farbe wie der Hintergrund des Freskos.
Die Köpfe des Reiters und des Pferdes sowie die Lanzenspitzen ragen auch in das Giebelfeld der Platte hinein, das ungefähr auf halber Höhe durch eine waagerechte rote Linie geteilt ist, oberhalb derer sich noch ein Kranz befindet. Auch die beiden Seiten des Giebelfelds sind durch rote Linien eingerahmt.
Auf den Längsplatten sind Elemente der Leichenspiele zu sehen. Die südliche Platte zeigt auf der linken Seite einen Boxkampf, der von einem Flötenspieler beobachtet wird, und auf der rechten Seite, die von der linken durch eine ziemlich genau in der Mitte angedeutete Säule getrennt ist, zwei nackte Krieger, die mit Helmen und Schilden geschützt sind und Waffenkämpfe ausführen. Rechts von ihnen beobachtet offenbar ein Schiedsrichter im langen Gewand, der soeben die Hand erhebt, die Kampfszene. Außer der Säule werden Darstellungen von Bäumen als gliedernde Elemente genutzt. 

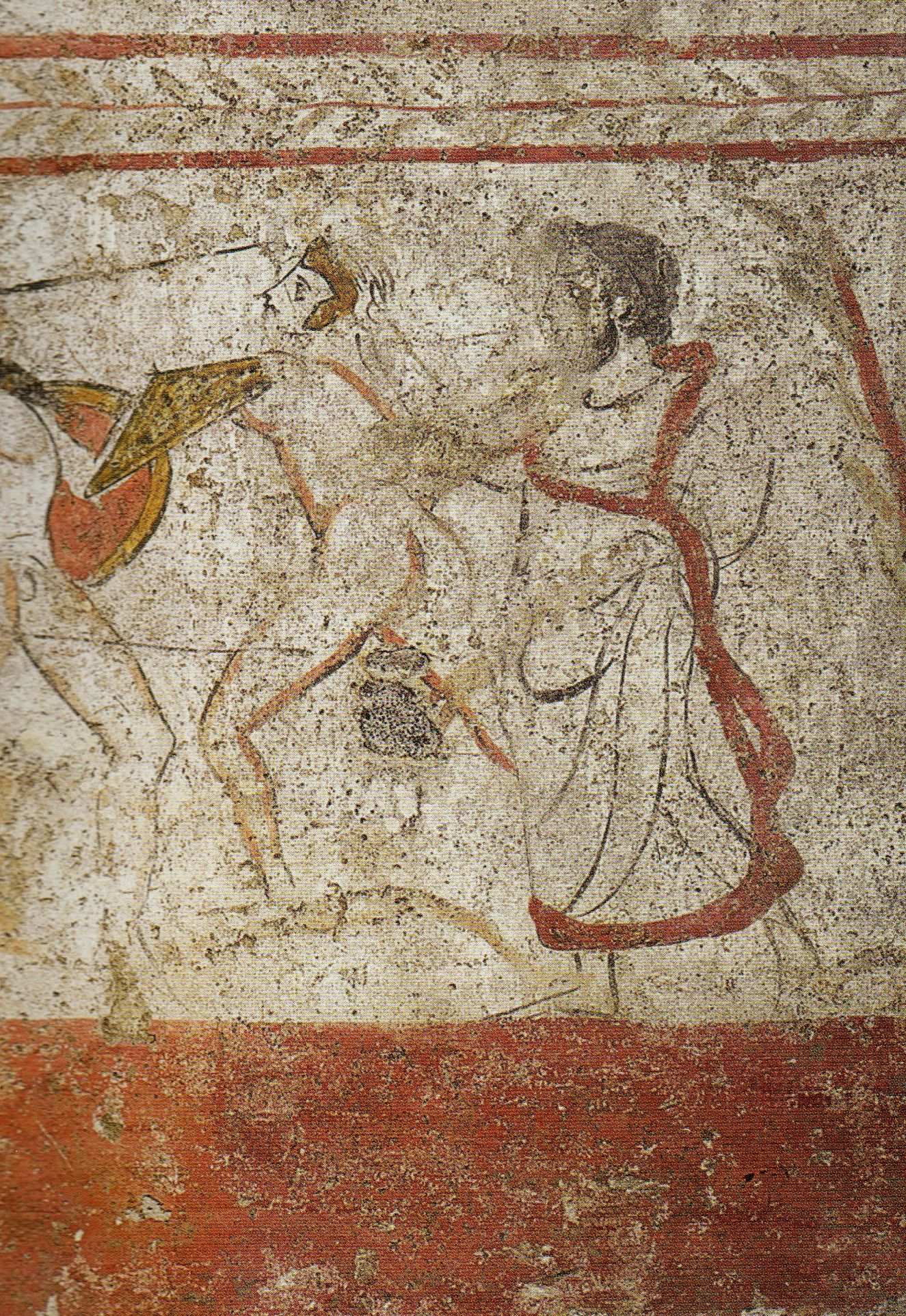
Kämpfender und Schiedsrichter

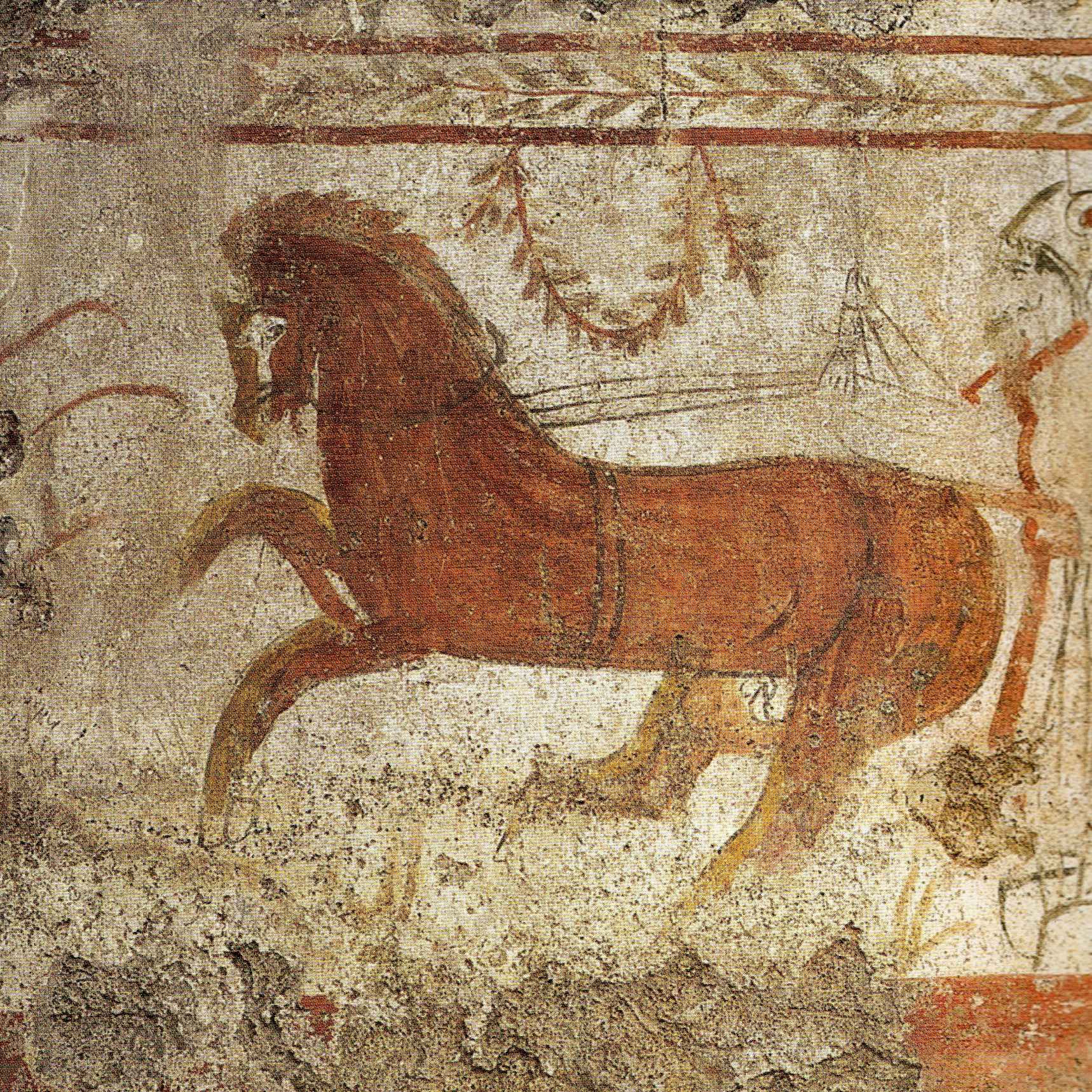
Das vordere Gespann

Während der Flötenspieler und der Schiedsrichter nur mit dünnen dunklen Umrisslinien gezeichnet sind wie die Figuren auf der Ostplatte auch, sind die Konturen der Kämpfenden jeweils noch durch einen breiten braunen Pinselstrich verstärkt. Nach oben wird die Malerei durch zwei rote Linien, zwischen denen ein Zweitmotiv zu sehen ist, abgeschlossen. Auf der nördlichen Platte ist eine Szene aus einem Wagenrennen zu sehen; zwei Zweispänner verfolgen einander. Der vordere Fahrer fährt offenbar gerade hinter der Säule, die auch hier zu finden ist und auf einer Seite einen breiten braunen Konturstrich zeigt, in eine Kurve und hat die Zügel seiner Pferde angezogen, der hintere treibt seine Tiere mit lockeren Zügeln zum Rennen an. Über den Pferderücken hängt jeweils ein Kranz oder eine Girlande aus belaubten Zweigen herab, der obere Abschluss ist gleich gestaltet wie auf der gegenüberliegenden Platte. Auch hier sind Leerstellen im Gemälde durch pflanzliche Elemente ausgefüllt. Die Personengruppen der Längsplatten finden sich in ähnlicher Weise beispielsweise beim Grab der Granatäpfel wieder.
Die Malerei auf der schmalen Platte von der Westseite des Grabes ist nur mäßig gut erhalten. Laut Bernard Andreae zeigt sie den Bestatteten bei der Hirschjagd. Im Giebelfeld sind zwei Granatäpfel zu erkennen, die einen Kranz flankieren.

## Ausstellung
Das Grab des heimkehrenden Ritters wurde als erstes der im Jahr 2007 im Rahmen einer Ausstellung in Hamburg und im Martin-Gropius-Bau in Berlin gezeigten Paestumer Gräber wieder in Sarkophagform zusammengefügt. Die Grabplatten können im Museum in Paestum nur einzeln gezeigt werden, weil ihr Gewicht dort keine Präsentation in der ursprünglichen Anordnung erlaubt.